# 築山さえ
築山 さえ（つきやま さえ）は日本の女性歌手。主にパソコンゲームの主題歌や同人サークルAmateras Recordsを中心に作詞やボーカルなどを担当する。その他モデル、イベントコンパニオンとして幅広く活動中。

## ディスコグラフィ

### ゲームボーカル
2011年
- with.(めちゃ婚!　桜島萌ED)
- ハツコイ　(初恋予報。　挿入歌)
- CAN NOT-DO NOT　(妹スタイル　花梨ED)

2012年
- 夢色Diary　(桜ノーリプライ　風間眠兎ED)
- 木漏れ日の記憶　(イブキノキセキ　主題歌)
- A special friend　(リア充催眠～リアルが充実する催眠始めました～　　乃木坂水輝ED)

2013年
- 日常コンフリクト　(ずっとすきして たくさんすきして　上条来夏ED)
- BLUE glaffity　(理-コトワリ- ～キミの心の零れた欠片～　橘清見ED)
- 君と僕の答え　(俺と彼女がミステリーな件について　ED)

2014年
- daily-happy-sweets　(ラブリレーション 主題歌)

2015年
- An Oath[1]　(淫らな魔法使いと救性主　挿入歌)
- Valet Style　(ばれっと☆すたいる　主題歌)
- magic of LOVE　(ばれっと☆すたいる　主題歌)
- 君とふたりで　(ばれっと☆すたいる　ED)